# Pugmil
Pugmil es un municipio brasileño del estado del Tocantins. Se localiza a una latitud 10º25'25" sur y a una longitud 48º53'37" oeste, estando a una altitud de 340 metros. Su población estimada en 2004 era de 2 398 habitantes.
Posee un área de 398,611 km².